# Nahúm B. Zenil
Nahúm Bernabé Zenil (Ranchería del Tecomate, Chicontepec, Veracruz, México, 1 de enero de 1947) es un artista plástico mexicano. En su obra plástica frecuentemente asocia temas como la homosexualidad, el mestizaje y la crítica a los símbolos patrios de su país de origen, usando frecuentemente autorretratos, género que domina casi la totalidad de su obra Ha sido censurado por sus creaciones.

## Biografía
Nació en la Ranchería del Tecomate, Chicontepec, en el estado mexicano de Veracruz, el 1 de enero de 1947. Hijo de Genoveva Zenil, creció en la ranchería de sus abuelos, en un entorno religioso. A los doce años migró con sus hermanos y madre a la Ciudad de México. Estudió la carrera magisterial en la  Escuela Nacional de Maestros, profesión que ejerció durante muchos años. Afirma que de su padre heredó el gusto e interés por la música y el dibujo. Practicó un tiempo la escritura, y a partir de 1968 se interesaría en estudiar arte plástico.

## Trayectoria artística
Luego de estudiar en la Benemérita Escuela Nacional de Maestros, ingresó en 1968 a la Escuela Nacional de Pintura, Escultura y Grabado "La Esmeralda". Ahí fue alumno de Cristóbal Torres y Benito Messeguer. Primero siguió la influencia del llamado Generación de la Ruptura, para iniciarse posteriormente de manera solitaria en el ánimo del arte conceptual promovido por el movimiento intelectual de Los Grupos, el cual fue resultado de la contraposición de artistas a La Ruptura como Polvo de Gallina Negra o el No Grupo. Zenil no encontraría total estilo y expresión en estas corrientes y buscaría un estilo más figurativo "icónico", como lo llamó Del Conde. En oposición del propio autor a las corrientes más abstractas, su obra influiría cada vez con mayor fuerza la inserción de influencias provenientes del arte popular y colonial mexicano, así como de imágenes de santos, vírgenes y del imaginario colectivo mexicano. A partir de los años 70 su obra se vería abarcada por la propia figura de Zenil.
Su primera exposición colectiva fue en 1971 en el Museo del Palacio de Bellas Artes en la Ciudad de México e individualmente expuso por vez primera en la Galería José María Velasco, en 1974. Ha realizado cerca de 60 exposiciones individuales y ha participado en aproximadamente 450 colectivas.

### Censura a¡Oh santa bandera!
En 1997 Zenil presentó la obra ¡Oh santa bandera! como parte de la Semana Lésbico Gay que organiza anualmente el Museo Universitario del Chopo de la Ciudad de México. La obra consistía en un tríptico, el cual, en su parte superior, mostraba una bandera parecida a la mexicana con los colores verde, blanco y rojo pero con un grito como escudo y con una persona arrojándose al vacío a un costado. Esta parte era una reinterpretación de la obra ¡Oh! Santa Bandera de Enrique Guzmán, creada en 1977, y que en la obra de Zenil ocupaba la primera y segunda parte del tríptico. La parte inferior mostraba un autorretrato de Zenil con el mástil de la bandera sodomizándole.
Personal del Museo Universitario del Chopo observó a miembros presuntamente de la Procuraduría General de Justicia de la ciudad luego de inaugurada la exposición, merodeando el sitio. Dos días después habría asistido personal de la misma dependencia a hablar con Lourdes Monge, entonces directora del museo, a indicarle que presuntamente estaría violando la ley de símbolos patrios vigente. La obra fue retirada por acuerdo del autor y la directora, finalmente, el viernes 20 de junio de 1997 a las 18:45 horas.
Una carta de artistas, intelectuales y activistas LGBTTI publicada en el diario La Jornada motivó que la obra fuera reinstalada dos días antes de clausurada la muestra. La obra no sería exhibida sino hasta 2013 en el mismo museo.

### Exposiciones individuales
- 1982 - Pase Usted, Museo Carrillo Gil, Ciudad de México
- 1996 - Nahum B. Zenil: Whitness to the selft-Testigo del Ser, The Mexican Museum, San Francisco, Estados Unidos.
- 1999 - El gran circo del mundo, Museo de Arte Moderno, Ciudad de México.
- 2004 - Círculo. Centro Cultural Veracruzano, Ciudad de México, 2004.
- 2005 - Obra, 1975-2005, Museo Universitario de Chopo, Ciudad de México
  - Zona franca, retrospectiva, Museo de la Ciudad de Querétaro. Querétaro.
- 2013 - Daños colaterales, Festival Internacional Cervantino, Guanajuato.[8]
- 2014 - Páginas sueltas, Galería Juan Soriano del Centro Nacional de las Artes, Ciudad de México.[10][11]
- 2023 - Universo interior. Pinacoteca Diego Rivera, Xalapa, Ver.[12]

## Estilo
La obra de Zenil tiene una predominancia del autorretrato, por tanto, ha sido señalada como narcisista. Como indica Marrero:

Es considerado uno de los hombres más representativos de la plástica contemporánea. Es un artista que trabaja sobre su imagen confrontando su ser con distintos personajes, siempre manejados con cierto humor negro mezclado con algún sentido de la comicidad. Nahum B. Zenil puede considerarse uno de los artistas mexicanos con mayor grado de narcisismo, su tema es exclusivamente el yo, pinta sobre su persona, su cuerpo, su ser. Su rostro es el centro de todo y de ahí surgen los caminos que guían su obra
Lorena Leticia Marrero, 2011.

En sus obras su mirada siempre es fija al espectador, sin atención a su entorno, y también usa su misma figura para dar significado o valor simbólico a sus expresiones a través del uso de íconos religiosos, metafísicos o divinos. Raquel Tibol lo expresó así:

De la pintura joven mexicana que viene mostrando como asunto las afinidades amatorias, la de Nahum  B.  Zenil  es  de las más respetables por su esfuerzo de revelación a través de la imagen
Tibol citada por Marrero, 2011.

A la par de estos elementos, se ha señalado en la obra de Zenil la expresión de erotismo, la intimidad, el humor y su alusión constante a elementos, técnicas y trazos del arte mexicano de mediados del siglo XX, específicamente la influencia de la Escuela Mexicana de Pintura. La más presente tanto en influencia estilística como el propio personaje ha sido Frida Kahlo. Según Teresa del Conde:

El hecho de haber realizado a lo largo de su nutrida trayectoria algo semejante a una biografía plástica, lo ha vinculado de cierto modo a Frida Kahlo, personaje y pintora a quien indudablemente admira y ha quien ha dedicado varios homenajes, incluso autorretratándose con su “utilería”.
Teresa del Conde, 1999.

Zenil, además de algunos elementos kahlianos como las flores y las espinas, la ha mostrado como parte de sus obras: la serigrafía de 1983 Con todo respeto muestra al propio pintor abrazando a Frida en un tranvía, retratando su casa detrás de donde pasa dicho transporte, y en el que Kahlo sufriría un grave accidente. Es constante que en su obra, además de aparecerse a sí mismo ya sea en condiciones de crítica social, de situaciones narrativas o hipotéticas, muestre a su pareja, de nombre Gerardo.
La crítica respecto a Zenil es divergente. Como comenta Solís:

La constante repetición de sí misma ha chocado con la crítica formando dos bandos interpretativos: por un lado, se le considera exhibicionista, esquizofrénico y fragmentado; por el otro, la confesión de un secreto profundo, la sátira y la parodia propia de una relación simbiótica y tortuosa con la sociedad.
Solís, 2013

## Premios y distinciones
- 1980 - Premio de Adquisición de la Sección de Pintura, Salón de Artes Plásticas
- 2007 - Beca del Fondo Nacional para la Cultura y las Artes (Fonca).